# Liparis pravdini
Liparis pravdini és una espècie de peix pertanyent a la família dels lipàrids.
És un peix marí, demersal i de clima temperat que viu entre 80 i 99 m de fondària.
Es troba a l'est de Sakhalín i el sud del mar d'Okhotsk.
És inofensiu per als humans.